# Wetter (Hesse)
Wetter é um município da Alemanha, situado no distrito de Marburg-Biedenkopf, no estado de Hesse. Tem 104,56 km² de área, e sua população em 2019 foi estimada em 8.803 habitantes.